# Ptyodactylus homolepis
Espèce
Ptyodactylus homolepis est une espèce de geckos de la famille des Phyllodactylidae.

## Répartition
Cette espèce est endémique du Sud du Pakistan.

## Publication originale
- Blanford, 1876 "1875" : On some lizards from Sind, with descriptions of new species of Ptyodactylus, Stenodactylus, and Trapelus. Journal of the Asiatic Society of Bengal, vol. 1875, p. 232-233 (texte intégral).